# فيكتور زونيغا
فيكتور زونيغا (بالإسبانية: Víctor Zúñiga)‏ (21 مارس 1996 في المكسيك - ) هو لاعب كرة قدم مكسيكي في مركز الهجوم. لعب مع كروز آزول.

## وصلات خارجية
- فيكتور زونيغا على موقع قاعدة بيانات كرة القدم.إي يو (الإنجليزية)
- فيكتور زونيغا على موقع AS.com (الإسبانية)